# Gmina Wielka Wieś
Die Wielka Wieś ist eine Landgemeinde im Powiat Krakowski der Woiwodschaft Kleinpolen in Polen. Ihr Sitz ist das gleichnamige Dorf mit etwa 1150 Einwohnern.

## Gliederung
Zur Landgemeinde (gmina wiejska) Wielka Wieś gehören folgende 12 Dörfer mit einem Schulzenamt:
Bębło
Będkowice
Biały Kościół
Czajowice
Giebułtów
Modlnica
Modlniczka
Prądnik Korzkiewski
Szyce
Tomaszowice
Wielka Wieś
Wierzchowie
Eine weitere Ortschaft der Gemeinde ist Kawiory.